# 春秋經傳集解
《春秋經傳集解》是由晉人杜預所著，為清人十三經注疏之一部分，唐代《春秋正義》之根據。此本的重要性在於：首次將《春秋》與《左傳》以時間（年）加以裁切，成為經傳注合行本，可能影響到《公羊傳》與《穀梁傳》的經傳合寫與合刊，對於日後《春秋》類文獻的體例發生重要作用。
隋朝人刘炫作《杜解规过》，指出杜预《左传集解》失误之处有一百五十余条。但此书久不传，今僅散见孔颖达《正义》中。
唐代唐太宗詔令孔穎達與諸儒共參議，貞觀十六年撰成《春秋正義》60卷，此書係根據杜預的注解。
清儒對《春秋經傳集解》杜注大加批評。顾炎武作《左传杜解补正》三卷首開批杜前例。洪亮吉不满西晋杜预《春秋经传集解》，“认为于训诂地理之学殊疏，其望文生义不臻古训者十居五六”。顾栋高作《春秋大事表》五十卷，对杜注進行全面的补正，甚至列出：“杜氏论礼之误”、“杜氏地理之误”、“杜氏时日之误”、“杜氏称名之误”等章目。劉文淇則以為《十三经注疏》，已是“上下割裂，前后矛盾”。刘文淇受沈钦韩、洪亮吉、惠栋等人的影响，贬斥杜预，力求回復賈逵、服虔、郑玄三家之注。刘文淇有志於重寫注疏，但他的《春秋左氏传旧注疏证》仅写到襄公五年。